# Polonia en los Juegos Paralímpicos de Innsbruck 1988
Polonia estuvo representada en los Juegos Paralímpicos de Innsbruck 1988 por un total de 18 deportistas, 14 hombres y cuatro mujeres.

## Medallistas
El equipo paralímpico polaco obtuvo las siguientes medallas:
| Nombre           | Deporte        | Evento                                |
| ---------------- | -------------- | ------------------------------------- |
| Oro              |                |                                       |
| Marcin Kos       | Esquí de fondo | 15 km distancia larga LW5/7 masculino |
| Plata            |                |                                       |
| Marcin Kos       | Esquí de fondo | 5 km distancia corta LW5/7 masculino  |
| Bronce           |                |                                       |
| Elżbieta Dadok   | Esquí alpino   | Eslalon LW6/8 femenino                |
| Elżbieta Dadok   | Esquí alpino   | Eslalon gigante LW6/8 femenino        |
| Franciszek Tracz | Esquí alpino   | Descenso LW3 masculino                |
| Jan Kołodziej    | Esquí de fondo | 5 km distancia corta LW3/9 masculino  |
| Jan Kołodziej    | Esquí de fondo | 10 km distancia larga LW3/9 masculino |
| Jerzy Szlęzak    | Esquí de fondo | 15 km distancia larga LW5/7 masculino |